# Lizerius costai
Lizerius costai är en insektsart som beskrevs av Quednau 1974. Lizerius costai ingår i släktet Lizerius och familjen långrörsbladlöss. Inga underarter finns listade i Catalogue of Life.